# Boris Fedtchenko
Boris Alexeïevitch Fedtchenko (Борис Алексеевич Федченко), né le 27 décembre 1872 à Leipzig et mort le 29 septembre 1947 à Léningrad, est un botaniste, biologiste, glaciologue et ptéridologue russe. Il a collaboré étroitement avec sa mère, la botaniste Olga Fedtchenko (1845-1921) et laissé plusieurs publications, dont certaines en français pour le bulletin de l'herbier Boissier de Genève. Fedtchenko a été botaniste principal du jardin botanique impérial de Saint-Pétersbourg. Il était le fils du géographe et glaciologue Alexeï Fedtchenko, mort au Mont Blanc.

## Carrière

### Premières années
Huit mois après sa naissance, le père de Boris Fedtchenko meurt en explorant les glaciers du Mont Blanc. Sa mère va l'élever dans le but de continuer l'œuvre de son père. Il étudie donc dès son plus jeune âge la botanique et la zoologie, d'abord dans le gouvernement de Moscou. Il effectue sa première expédition scientifique dans l'Oural avec sa mère en 1891, puis en Crimée, en Transcaucasie et en 1897 au Turkestan.

### Travaux scientifiques
Fedtchenko termine le département des sciences naturelles de la faculté de physique et de mathématiques de l'université de Moscou s'étant spécialisé en botanique, notamment au laboratoire du professeur Gorojankine (1848-1904). Il est pris comme doctorant de l'université en 1900 et devient la même année botaniste principal au jardin botanique impérial de Saint-Pétersbourg. Il déménage donc dans la capitale impériale avec sa mère. Il présente sa thèse en 1905. De 1908 à 1917, il dirige des expéditions dans diverses colonies.
La Société impériale de géographie et le jardin botanique impérial l'envoient quatre fois au Turkestan: deux fois aux monts Tian et deux fois au Pamir, où sa mère l'accompagne. Le résultat de ses expéditions est considérable, surtout d'un point de vue botanique. Il explore également des glaciers et en découvre un grand nombre de nouveaux.
S'il se spécialise en flore d'Asie centrale, Fedtchenko ne coupe pas les liens avec la Russie centrale. Il passe tous les ans à herboriser et étudier dans les gouvernements de Moscou, de Kalouga, etc. tout en assumant ses fonctions administratives. Il dirige trois fois une expédition scientifique à l'étranger: en Hongrie, en France et en Algérie française. Il prend part à la conférence internationale des botanistes de Bruxelles en 1910.
Il est nommé membre de la Linnean Society of London en 1936. Il prend part également aux travaux de la filiale de Mojaïsk du jardin botanique de Moscou (1920-1922), à ceux de la filiale de l'Académie des sciences au Tadjikistan soviétique (1923-1946), et de différentes sociétés savantes, comme la Société géographique de Russie (1906-1940). Il prend part à la conférence sur l'enseignement des forces de production d'Asie centrale en 1926, et diverses conférences sur la géographie, l'histoire naturelle en URSS. Il est envoyé en Autriche en 1927 pour assister à une conférence sur le jardinage, sur les plantes médicinales en Hongrie en 1928 et au VIe congrès international de botanique qui se tient à Amsterdam en 1935.
Fedtchenko était professeur de l'université d'État de Léningrad (1925-1931), et scientifique émérite de la RSFSR (1945).

### Voyages
Il a participé à de nombreuses expéditions au Caucase, en Asie centrale, en Russie européenne, dans l'Oural, en Crimée. Il a voyagé en France (pour étudier notamment les glaciers du Mont Blanc), en Hongrie (pour étudier la vallée du Danube et la steppe hongroise), en Autriche, en Allemagne, en Hollande, en Algérie française (pour étudier les montagnes de l'Atlas avec ses forêts de cèdres, ainsi que la région d'Oran et celle de Colomb-Béchar), etc.
Son abréviation en botanique est B.Fedtsch, selon l'orthographe allemande Fedtschenko.

## Quelques publications
- (fr + la) Olga Fedtschenko, Boris A. Fedtschenko, Matériaux pour la flore de la Crimée [suite], Genève, Bulletin de l'Herbier Boissier [2.], T. 2. N. 1. pp. 1–23, 1902.
- (fr + la) Olga Fedtschenko, Boris A. Fedtschenko, Matériaux pour la flore du Caucase, Genève, Bulletin de l'Herbier Boissier, [2.] T. 2. pp. 5S3—601, 1902
- (fr) Boris Fedtschenko, Notulæ criticæ turkestanicæ, Genève, Bulletin de l'Herbier Boissier, [2.] T. 5 (4). pp. 313–318, avril 1905
- (fr) Boris Fedtschenko, La Flore des îles du Commandeur, Cracovie, 1906
- (ru) Boris Fedtschenko, Le Jardin botanique principal, Léningrad, Nature (Priroda) 116 (2926 ): 773-808, 1925

## Hommages
Vingt-neuf espèces ont été nommées d'après lui ou sa mère dont :
- (Apiaceae) Scandix fedtschenkoana Koso-Pol.—in Bulletin du Jardin botanique de Petrograd. 1916, xvi. 227
- (Asteraceae) Artemisia fedtschenkoana Krasch. -- Troudy Bot. Inst. Akad. Naouk S.S.S.R., Ser. 1, Fl. Sist. Vyssh. Rast. 3: 351. 1937
- (Asteraceae) Cousinia fedtschenkoana Bornm. -- Beih. Bot. Centralbl. xxxiv. 11. 199. 1916
- (Asteraceae) Jurinea fedtschenkoana Iljin—Not. Syst. Herb. Hort. Petrop. v. 68. 1924
- (Asteraceae) Lepidolopha fedtschenkoana Knorring—Bot. Mater. Gerb. Bot. Inst. Komarova Akad. Naouk S.S.S.R. 19: 382. 1959
- (Betulaceae) Betula fedtschenkoana Vassiliev—Novosti Sist. Vyssh. Rast. 7: 103. 1971 [1970 publ. 1971]
- (Brassicaceae) Didymophysa fedtschenkoana Regel—Descr. Pl. Nov. Rar. Fedtsch. 8. 1882 [janvier-mars 1882] (en l'honneur de sa mère)
- (Brassicaceae) Didymophysa fedtschenkoana Regel subsp. incisa S.You.Younoussov & Kameline—in Fl. Tadjikskoï SSR, 5: 628, 262 (1978). 1982
- (Caryophyllaceae) Charesia fedtschenkoana (Preobr.) Tzvelev—Novosti Sist. Vyssh. Rast. 33: 100. 2001
- (Caryophyllaceae) Elisanthe fedtschenkoana (Schischk. ex Preobr.) Lazkov—Fl. Kyrgyzstana 116. 2006
- (Caryophyllaceae) Gypsophila fedtschenkoana Schischk.—in Not. Syst. Herb. Hort. Bot. URSS vi. Pt. 3, réimpr. p. 7. 1926
- (Rosaceae) Potentilla fedtschenkoana Siegfr. ex Th.Wolf—Biblioth. Bot. lxxi. 173. 1908
- (Scrophulariaceae) Euphrasia fedtschenkoana Wettst. ex Juz. -- Bot. Mater. Gerb. Bot. Inst. Komarova Akad. Naouk S.S.S.R. 17: 362. 1955
- (Violaceae) Viola fedtschenkoana W.Becker—in B. Fedtsch. Fl. Asiat. Ross. N°. 8, 31. 1915
- (Kalanchoideae) Kalanchoe fedtschenkoi Raym.-Hamet & H.Perrier—in Annales de l'institut botanico-géologique de Marseille, série III, N°3, pp. 75–80, 1915